# Alegna González
Alegna Aryday González Muñoz (* 2. Januar 1999 in Ojinaga, Chihuahua) ist eine mexikanische Geherin.

## Sportliche Laufbahn
Alegna Gonzaléz stammt aus Ojinaga und begann sehr spät, erst im Alter von 17 Jahren, mit dem Gehen.
Alegna González bestritt im Jahr 2016 ihre ersten Wettkämpfe im Gehen gegen die nationale Konkurrenz. Im Jahr darauf qualifizierte sie sich für die U20-Meisterschaften Panamerikas, die im peruanischen Trujillo ausgetragen wurden. Den Wettkampf über 10.000 Meter auf den Bahn konnte sie in einer Zeit von 44:43,89 min für sich entscheiden. 2018 bestritt sie im April im tschechischen Poděbrady ihren ersten Wettkampf über 20 km bei den Erwachsenen und erreichte als Siebte das Ziel. Kurz darauf trat sie im Mai im Rahmen der Geher-Team-Weltmeisterschaften im chinesischen Taicang im U20-Wettkampf an und konnte diesen gewinnen. Im Juli startete sie schließlich bei den U20-Weltmeisterschaften in Tampere und wurde mit in 44:13,88 min und neuem Nordamerikarekord Juniorenweltmeisterin über 10.000 Meter. 2019 steigerte sie bei ihrem einzigen Wettkampf des Jahres ihre Bestzeit über 20 km auf 1:30:21 h. Damit erfüllte sie die Qualifikationsnorm für die Olympischen Sommerspiele in Tokio. Ursprünglich plante sie frühestens sich für die Spiele 2024 in Paris zu qualifizieren. Im Jahr darauf gewann sie im Dezember die Goldmedaille bei den Zentralamerikameisterschaften in Costa Rica. 2021 stellte González Anfang Juni in Spanien mit 1:28:40 h eine neue Bestzeit über 20 km auf. Eine Woche nach Aufstellen der Bestzeit wurde sie zum ersten Mal Mexikanische Meisterin. Anfang August startete sie schließlich bei den Olympischen Spielen, bei denen die Gehwettbewerbe in Sapporo ausgetragen wurden. Nach 1:30:33 h erreichte sie als Fünftplatzierte das Ziel. Insgesamt schloss sie die Saison auf dem vierten Platz der Weltbestenliste bei den Frauen ab.
2022 würde González zum ersten Mal mexikanische Meisterin über die 20-km-Distanz. Im Juli trat sie zum ersten Mal bei den Weltmeisterschaften der Erwachsenen an. Sie absolvierte die 20 km in 1:29:40 h, womit sie bei ihrem WM-Debüt den siebten Platz belegte. 2023 konnte sie Anfang Juni eine neue 20-km-Bestzeit aufstellen. Im August trat sie in Budapest erneut bei den Weltmeisterschaften an. Dort belegte sie den fünften Platz und erreichte ihr bis dahin bestes WM-Resultat. Ende Oktober trat sie bei den Panamerikanischen Spielen in Chile an, konnte den Wettkampf über 20 km allerdings nicht beenden. 2024 trat González bei den Olympischen Sommerspielen in Paris an. Wie bereits drei Jahre zuvor in Tokio, belegte sie über 20 km den fünften Platz. Bei der erstmals ausgetragenen Marathon-Mixed-Staffel, landete sie mit ihrem Teamkollegen, Ever Palma, ebenfalls auf dem fünften Platz.

## Wichtige Wettbewerbe
| Jahr               | Veranstaltung                 | Ort                | Platz              | Disziplin          | Zeit               |
| Startet für Mexiko | Startet für Mexiko            | Startet für Mexiko | Startet für Mexiko | Startet für Mexiko | Startet für Mexiko |
| ------------------ | ----------------------------- | ------------------ | ------------------ | ------------------ | ------------------ |
| 2017               | U20-Panamerikameisterschaften | Trujillo (Peru)    | 1.                 | 10.000 m Bahngehen | 44:43,89 min       |
| 2018               | U20-Weltmeisterschaften       | Tampere            | 1.                 | 10.000 m Bahngehen | 44:13,88 min       |
| 2020               | Zentralamerikameisterschaften | San José           | 1.                 | 10.000 m Bahngehen | 45:27,26 min       |
| 2021               | Olympische Sommerspiele       | Tokio              | 5.                 | 20 km Gehen        | 1:30:33 h          |
| 2022               | Weltmeisterschaften           | Eugene             | 7.                 | 20 km Gehen        | 1:29:40 h          |
| 2023               | Weltmeisterschaften           | Budapest           | 5.                 | 20 km Gehen        | 1:27:36 h          |
| 2024               | Olympische Sommerspiele       | Paris              | 5.                 | 20 km Gehen        | 1:27:14 h          |
| 2024               | Olympische Sommerspiele       | Paris              | 5.                 | Marathon Gehen     | 2:52:38 h          |

## Persönliche Bestleistungen
- 10.000-m-Bahngehen: 44:13,88 min, 14. Juli 2018, Tampere, (Nordamerikarekord)
- 10-km-Gehen: 43:35 min, 30. April 2023, Madrid
- 20-km-Gehen: 1:26:57 h, 18. Mai 2024, A Coruña